# 황금마담
"황금마담"은 한국에서 제작된 최영철 감독의 1975년 영화이다. 김희라 등이 주연으로 출연하였고 정진우 등이 제작에 참여하였다.

## 출연

### 주연
- 김희라
- 윤미라
- 진봉진